# Pašice
Pašice jsou místní část obce Pištín v okrese České Budějovice v Jihočeském kraji. Leží na Zbudovských blatech v blízkosti rybníka Volešek v nadmořské výšce 390 metrů.

## Název
Název pochází od některé ze zdrobnělin osobního jména Pavel (např. Pach, Pácha, Páša).

## Historie
První písemná zmínka o Pašicicích (Paschitz) pochází z roku 1262.

## Přírodní poměry
Část katastrálního území Pašice je v ptačí oblasti Českobudějovické rybníky.

## Obyvatelstvo
| Rok            | 1869 | 1880 | 1890 | 1900 | 1910 | 1921 | 1930 | 1950 | 1961 | 1970 | 1980 | 1991 | 2001 | 2011 | 2021 |
| -------------- | ---- | ---- | ---- | ---- | ---- | ---- | ---- | ---- | ---- | ---- | ---- | ---- | ---- | ---- | ---- |
| Počet obyvatel | 111  | 106  | 105  | 105  | 93   | 115  | 119  | 104  | 67   | 50   | 31   | 25   | 30   | 50   | 89   |
| Počet domů     | 15   | 15   | 14   | 16   | 16   | 18   | 20   | 22   | 22   | 17   | 17   | 21   | 21   | 19   | 33   |

## Obecní správa
V letech 1850–1923 byly Pašice osadou obce Plástovice. V roce 1923 se staly samostatnou obcí. 12. června 1960 byly připojeny k Pištínu; spolu s ním pak byly od 30. dubna 1976 do 23. listopadu 1990 součástí obce Zliv.

## Pamětihodnosti
Z původních zemědělských usedlostí blatského typu se dochovaly pouze dvě. Usedlost čp. 5 má i špýchar. Památkově je chráněná usedlost čp. 12.